# یوهانس موزر
 یوهانس موزر (انگلیسی: Nikolaus Moser؛ زاده ۲۱ مارس ۱۹۹۰) یک تنیس‌باز اهل اتریش است.